# Бабій Іван Олексійович
Іва́н Олексійович Бабі́й (нар. 6 січня 1896, поблизу Єлисаветграда, нині Кропивницький — не раніше 1949) — український живописець, рисувальник.
Художню освіту здобув у Берлінській академії мистецтв. До більшовицького перевороту мешкав у Херсоні й Харкові, згодом — у Німеччині.

## Твори
- «Автопортрет».
- «Жінка в чорному».
- «Жінка в червоному вбранні».
- «Картярі».
- «Адам і Єва».
- «Игра в карты» — 1927 рік
- «Натюрморт» — кінець 1920-х